# Tribune (revue)
Pour les articles homonymes, voir Tribune.

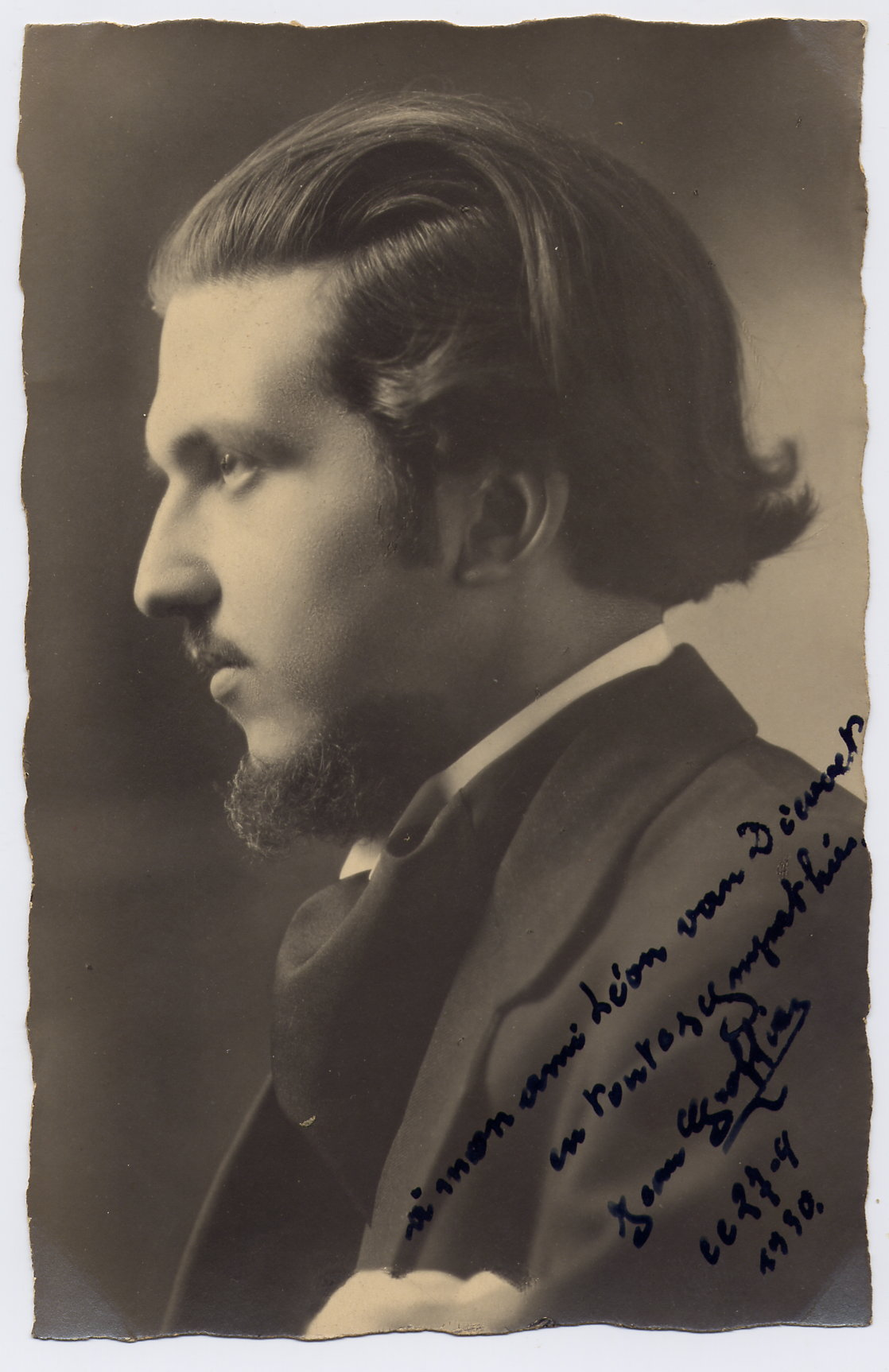
L'écrivain Jean Groffier, fondateur de la revue Tribune.

Tribune est une revue littéraire belge fondée en 1933 par l'écrivain Jean Groffier sous le nom La momie chante. Cette revue devient Tribune 34, à partir du numéro 8 de janvier-février 1934, puis Tribune après 1934.

## Historique
Jean Groffier, à la tête de la revue Tribune, est l'animateur de tout un cercle littéraire et artistique qui gravite autour de lui. La fille de Jean Groffier, Éthel Groffier, née en 1935, professeure à l'université McGill de Montréal, épouse du philosophe canadien Raymond Klibansky, écrit dans ses souvenirs :  « Mon père, l’écrivain Jean Groffier, dirigeait à Bruxelles une jeune revue littéraire, Tribune, courtisée par Marinetti désireux de revigorer un futurisme en perte de vitesse. La maison où j’ai grandi bruissait d’amis romanciers, poètes, dessinateurs, belges et étrangers. Ils étaient enthousiastes, idéalistes, anti bourgeois et avaient promis, dans le manifeste de la revue, de « rester purs ». Ma première poupée me fut donnée par un poète italien injustement oublié, Lionello Fiumi. Les revues littéraires sont des êtres fragiles. Celle de mon père dura sept ans, puis fut emportée par les bouleversements de l’époque. »

## Auteurs participant à la revue

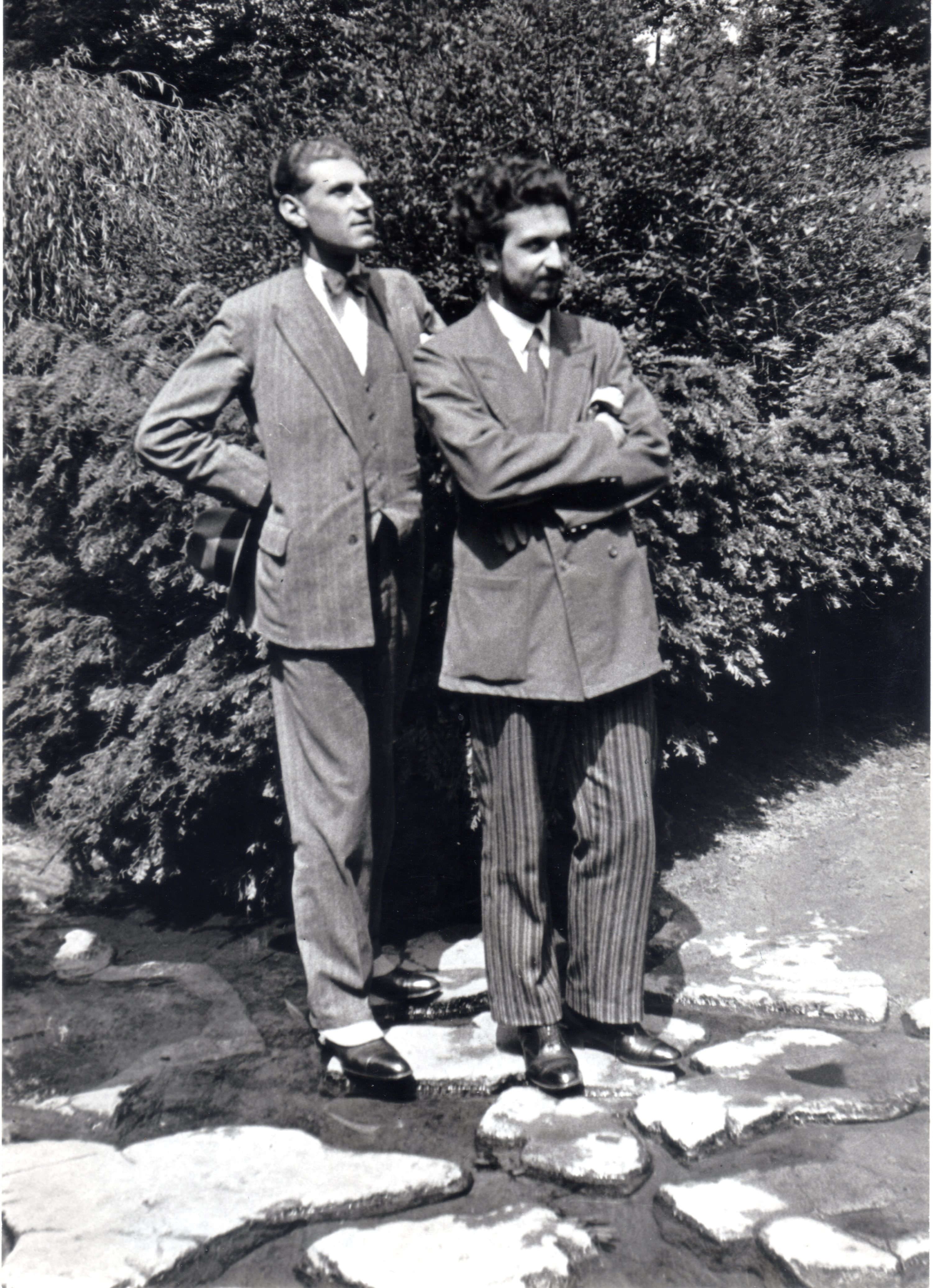
L'architecte Léon van Dievoet, à gauche, en compagnie de Jean Groffier au Parc Josaphat à Schaerbeek, le 23 juillet 1933.

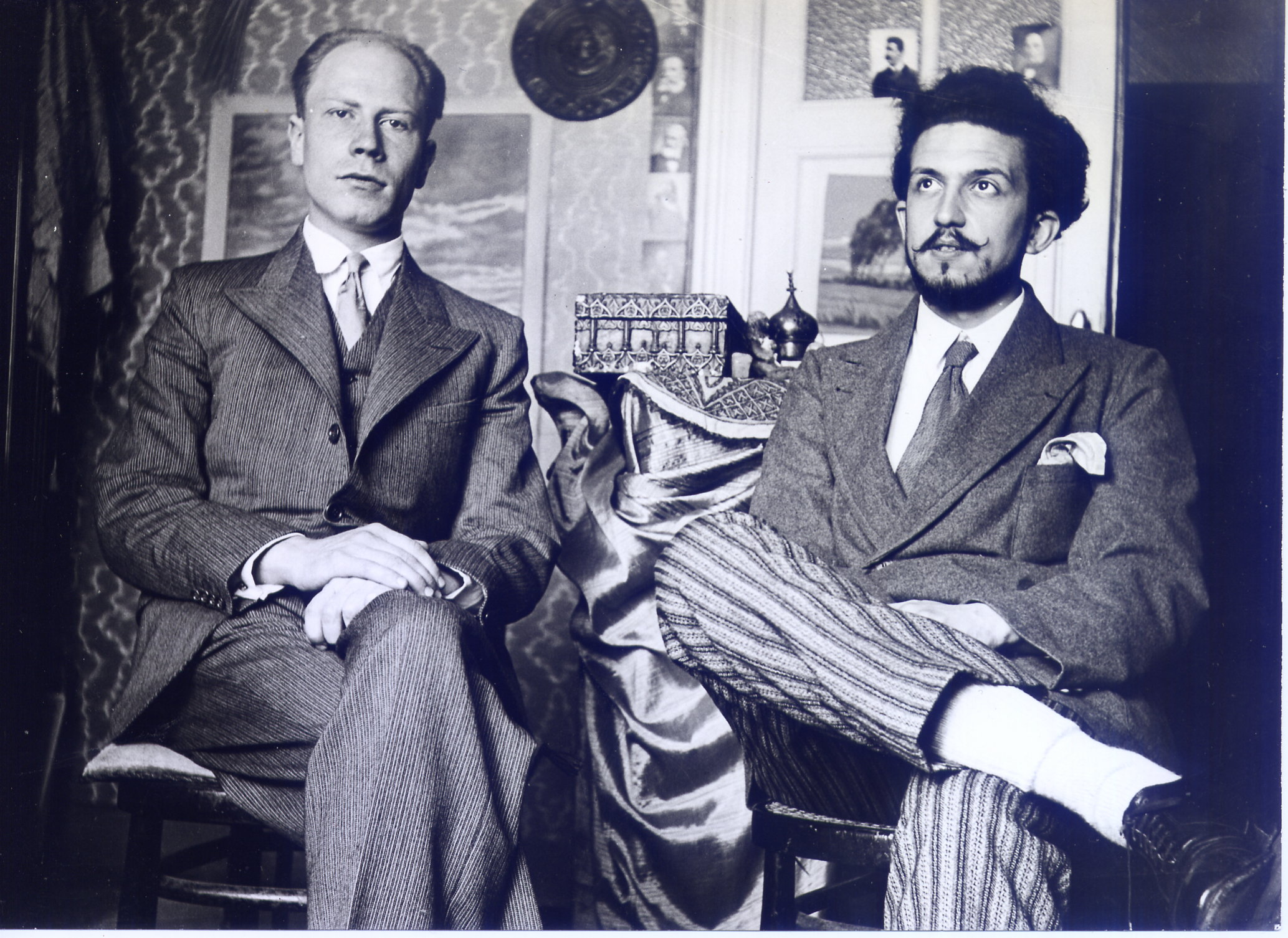
Le peintre-écrivain-compositeur Jean de Bremaeker, rédacteur en chef de La Revue musicale belge, (à gauche) en compagnie de Jean Groffier, 1933.

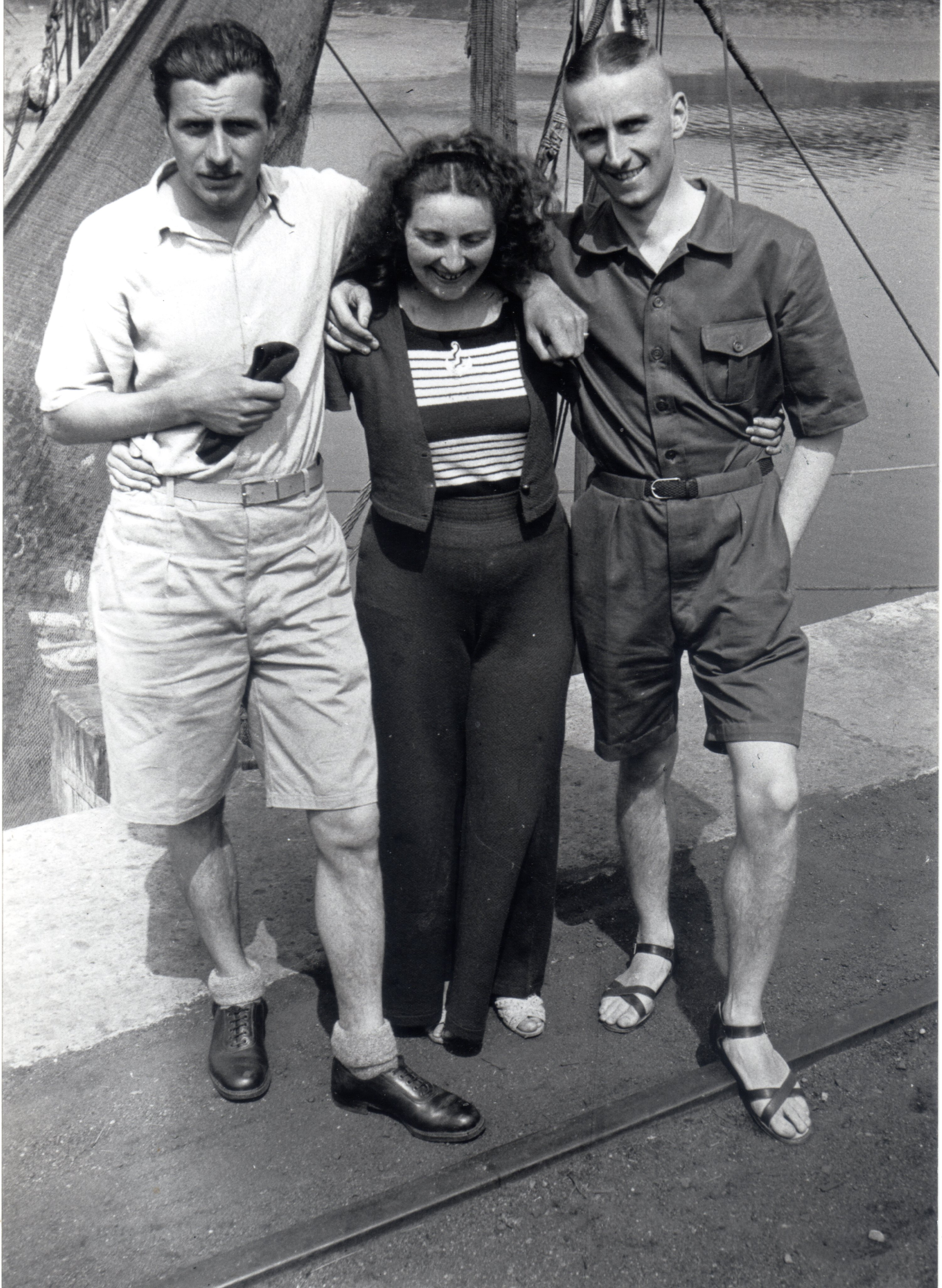
De gauche à droite, le peintre Lismonde, Marguerite Antoine et Fernand Cannoot, à Nieuport le 12 août 1936.

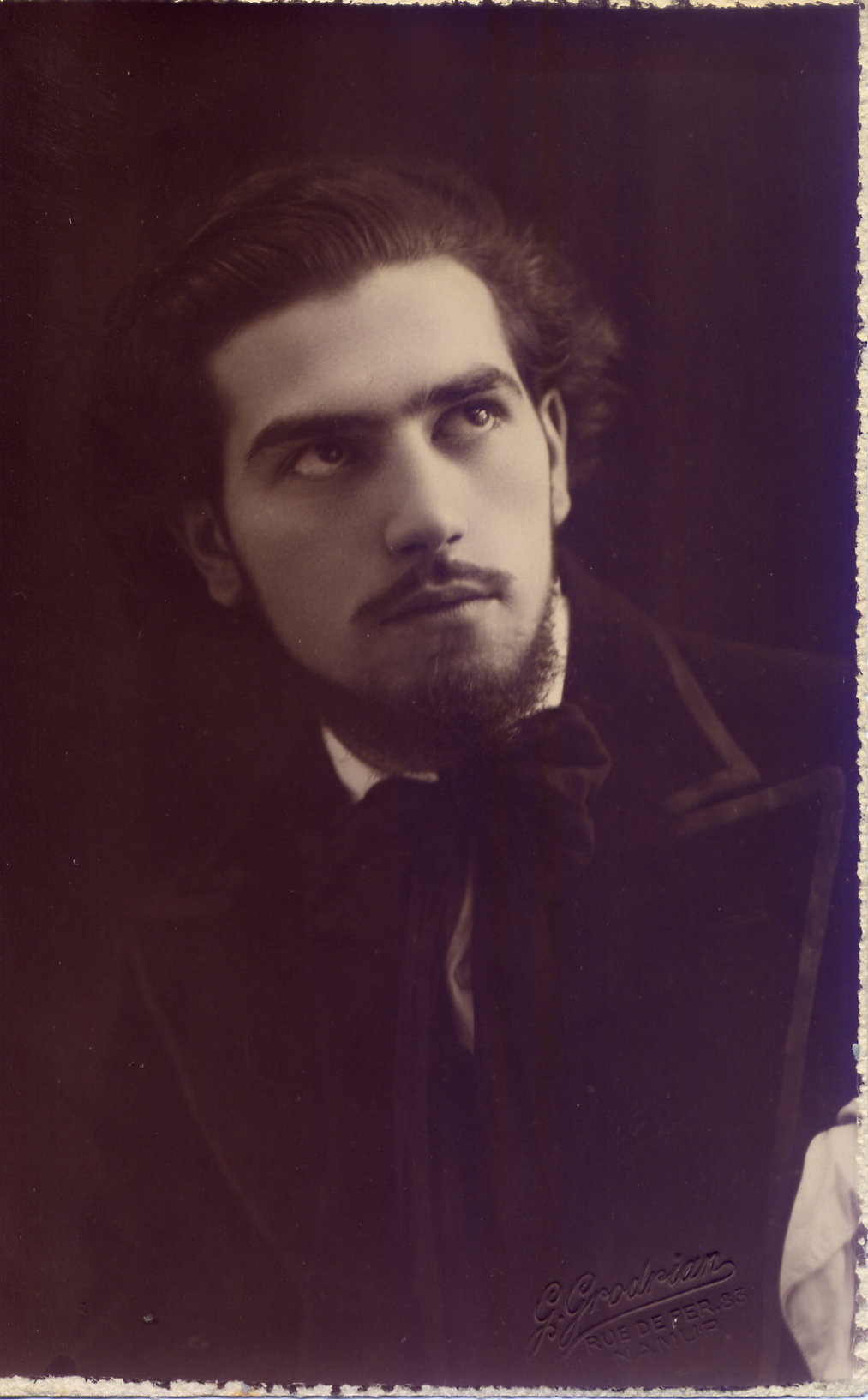
Le sculpteur namurois Carlo Lambert, premier soldat belge tombé au champ d'honneur le 10 mai 1940.

Parmi tout ce cercle littéraire, artistique et musical qui gravite autour de la revue Tribune, on rencontre le peintre Lismonde, auquel Jean Groffier consacre un article élogieux et prometteur dans la Tribune de septembre 1934, la peintre Marguerite Antoine, Fernand Cannoot, fondateur en 1941 du réseau de résistance Athos, la romancière Marie de Vivier, autrice de L'Homme pointu (allusion à André Baillon), la poétesse, graveuse sur bois et tisserande Féridah Guarini,

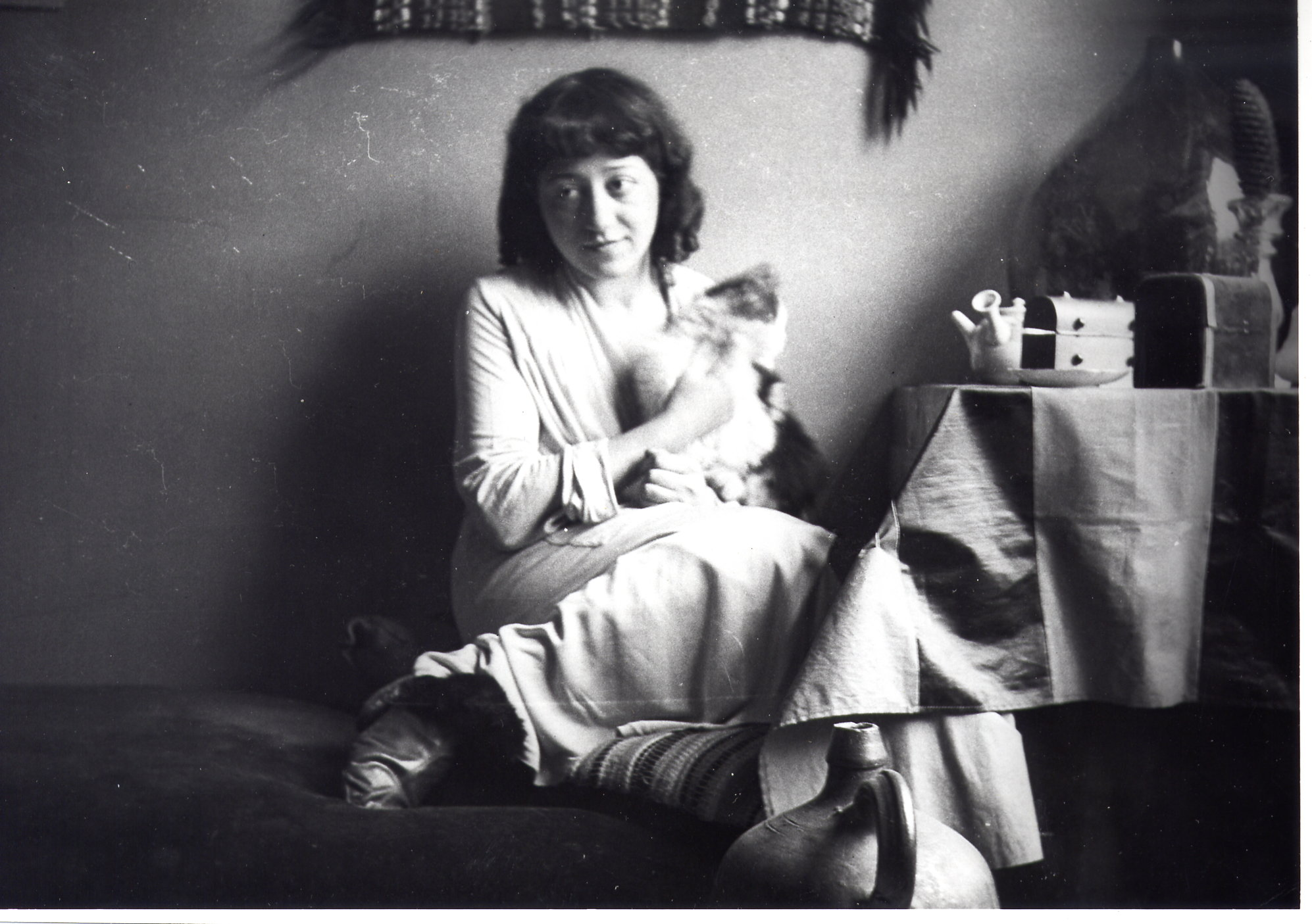
La poétesse, tisserande et graveuse sur bois Féridah Guarini, le 29 avril 1934.

 le sculpteur Carlo Lambert, qui sera le premier soldat belge tué sur le front le 10 mai 1940, époux de la grande Résistante Éva Fontaine, le peintre et compositeur Jean De Bremaeker, rédacteur en chef de La Revue musicale belge, l'architecte Léon van Dievoet, son frère le sculpteur René van Dievoet, l'avocat Raoul Vandendriessche, promoteur de la paix par le droit, les compositeurs Willy Dortu et Gaston Knosp, l'avocat Jean Mallinger qui y publie une série d'articles sur le « Culte du Soleil en Orient », Iwan Paul Collette, auteur d'articles sur l'héraldique, le poète Pierre Vandendries, les peintres Didier Groffier, Marcel Hastir et Raoul Labarre, le romancier René Charles Oppitz dit J. J. Marine, le poète italien Lionello Fiumi, les écrivains Maurice Gauchez et Géo Libbrecht, le médecin-écrivain Max Deauville, les peintres Henri Mathy et Jean-Jacques Gailliard, l'illustrateur Valère Heilier et d'autres hommes de lettres et artistes de l'entre-deux-guerres.

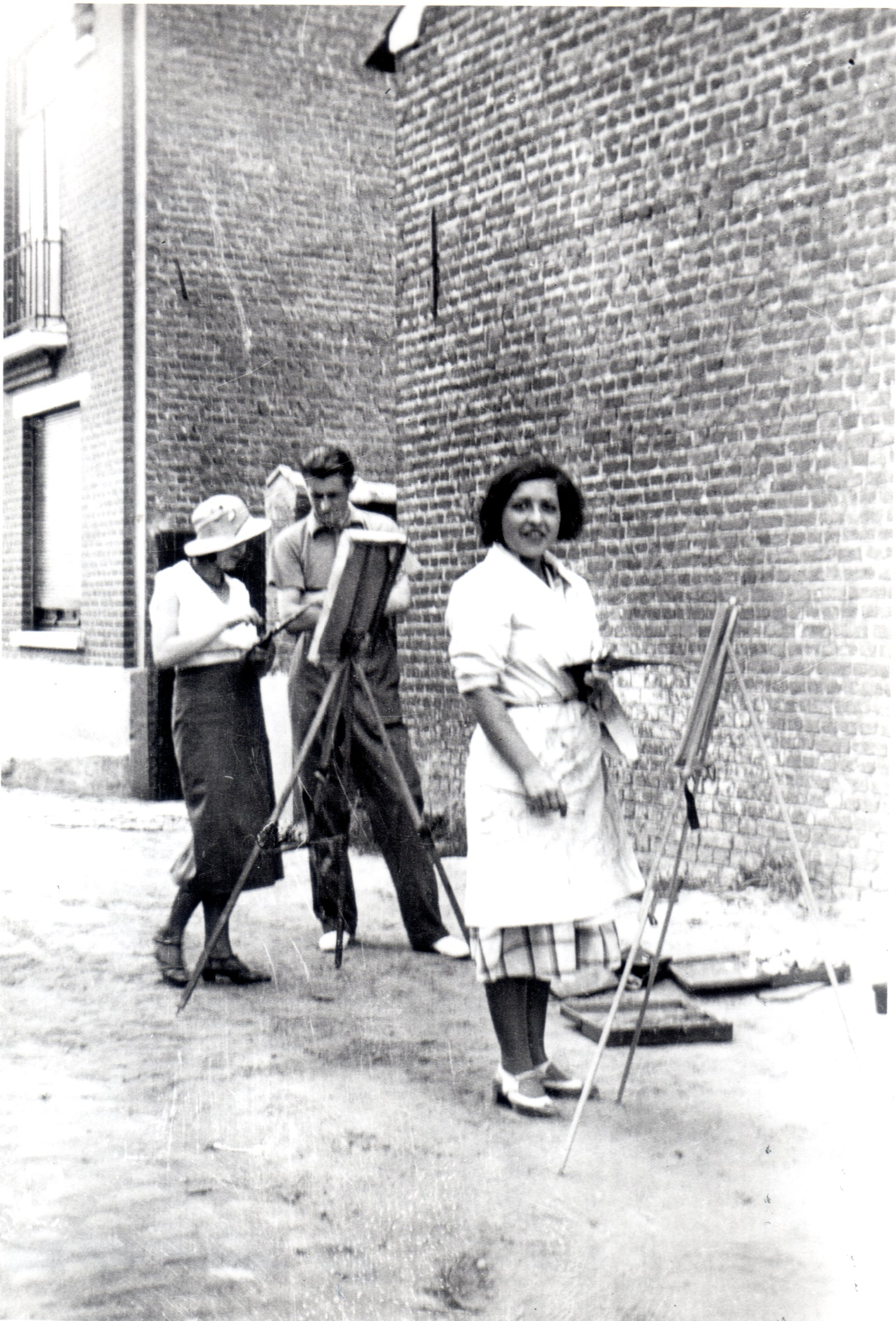
Lismonde peignant en compagnie des peintres Rachel De Bièvre et, à l'avant plan, Goda Isgour, sœur de l'architecte Isia Isgour, à Dilbeek, le 20 août 1932.

Cette revue joue un rôle important dans la vie littéraire et artistique belge d'avant-guerre.